# Kirchen (Sieg)
Kirchen (Sieg) är en stad i Landkreis Altenkirchen i förbundslandet Rheinland-Pfalz i Tyskland.  I staden finns ortsdelarna Freusburg, Herkersdorf, Katzenbach, Wehbach, Offhausen och Wingendorf.
Kommunen ingår i kommunalförbundet Verbandsgemeinde Kirchen (Sieg) tillsammans med ytterligare fem kommuner.